# One Night's Anger
One Night's Anger (dall'inglese: Rabbia di una notte, in albanese: Zemërimi i një nate) è un singolo della cantante albanese Hersi Matmuja, pubblicato da RTSH il 26 dicembre 2013.
Il brano è stato scritto originariamente in lingua albanese, e poi tradotto in inglese, da Jorgo Papingji ed è stato composto da Genti Lako.

## Tracce
CD
Testi di Jorgo Papingji, musiche di Genti Lako.
1. Zemërimi i një nate – 3:33
2. One Night's Anger (versione strumentale) – 3:00
3. One Night's Anger (karaoke) – 3:00
4. One Night's Anger – 3:00
5. One Night's Anger (versione acustica) – 3:03